# Chinlea
Chinlea es un género extinto de peces celacantimorfos prehistóricos del orden Coelacanthiformes. Este género marino fue descrito científicamente por Schaeffer en 1967.

## Especies
Clasificación del género Chinlea:
- † Chinlea Schaeffer 1967
  - † Chinlea campii
  - † Chinlea sorenseni Schaeffer 1967